# Residència de Würzburg
La residència de Würzburg és un palau a Würzburg, Alemanya.
Fou dissenyat per l'arquitecte barroc Johann Balthasar Neumann per encàrrec del príncep de Würzburg Johann Philipp Franz von Schönborn i del seu germà Friedrich Carl von Schönborn el 1720; es completava el 1744. L'interior és espectacular i inclou la gran escala, la capella i el gran saló, i els frescos del pintor venecià Giovanni Battista Tiepolo. Fortament malmès durant la Segona Guerra Mundial, es restaurà immediatament el 1945.
El 1981 és declarat patrimoni de la Humanitat per la UNESCO.

## Història constructiva

### El Príncep-bisbe Johann Philipp Franz von Schönborn (1719-1724)
El Príncep-bisbe de Würzburg residia a la Fortalesa de Marienberg fins a principis del segle xviii. Johann Philipp Franz von Schönborn (1719-1724) va traslladar la cort a un palau construït del 1701 - 1704, el predecessor de la Residència. Però el palau més petit no estava a l'altura de la posició de Johann Philipp Franz com un monarca absolut. Des que havia guanyat una suma de 600.000 Guldens de l'Imperi Austrohongarès (una fortuna en el moment) en un cas judicial en l'any de la seva ascensió, no hi havia res que li impedis dur a terme una construcció que es proclamen a tots la seva posició en el món. En aquest sentit, va ser recolzada amb entusiasme per dos dels seus familiars, el seu oncle l'arquebisbe i Príncep elector de Mainz, Lothar Franz von Schönborn (que va confessar haver estat posseït per un "Bauwurm", un error de construcció) i el seu germà Friedrich Carl von Schönborn, reformador de la cancelleria imperial a Viena. Ambdues idees proporcionades i, fonamentalment, els artistes del seu cercle.
La primera pedra fou posada el 22 de maig de 1720. La construcció va començar amb el bloc nord.

### Príncep-bisbe Franz Christoph von Hutten (1724-1729)
El príncep-bisbe von Hutten no tenia gran interès per a construir aquest enorme palau. Només volia que el bloc nord estigués acabat, que es va acabar l'any de la seva mort, 1729. Totes les altres obres van haver de ser detingudes.

## Galeria

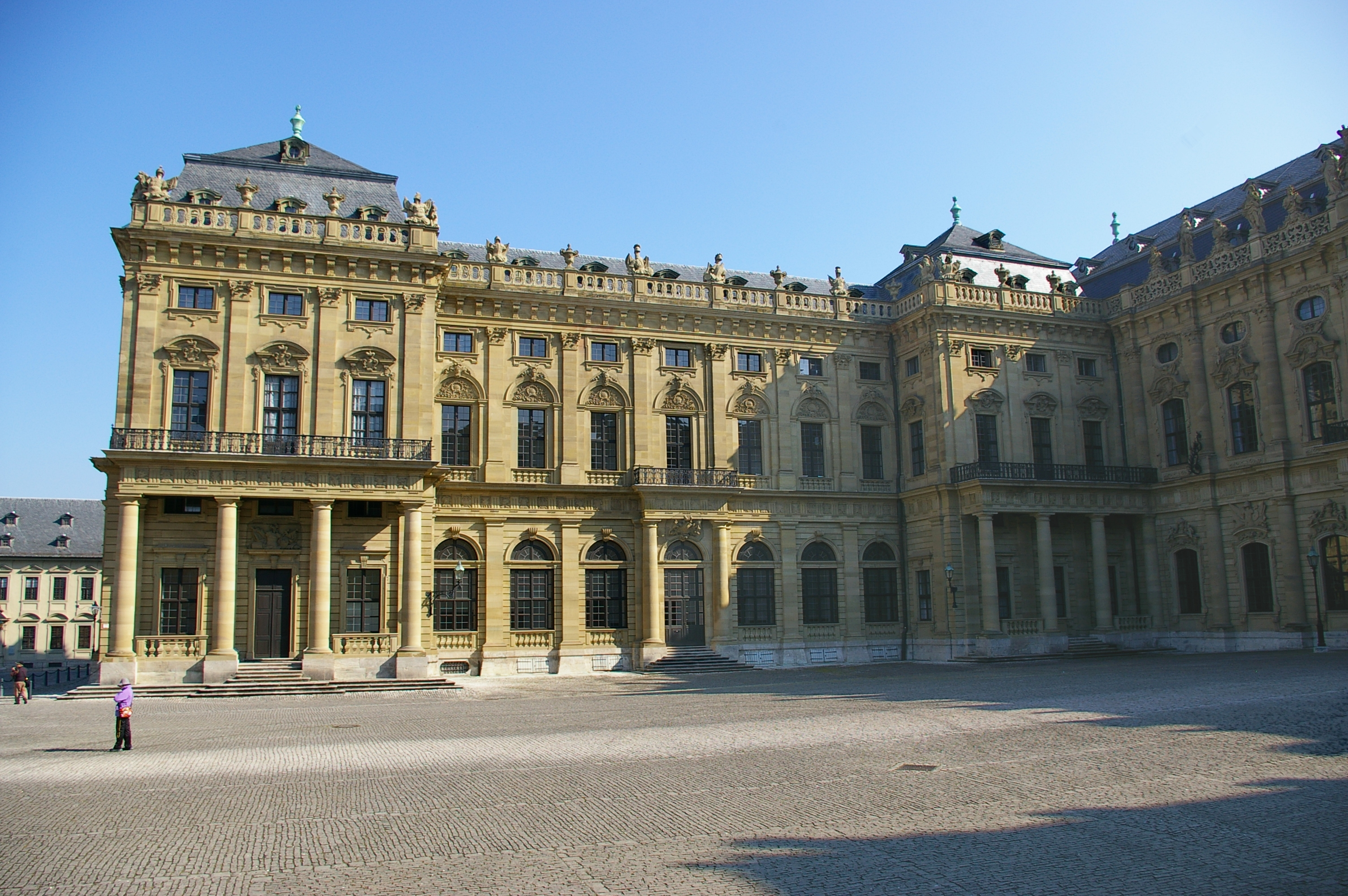
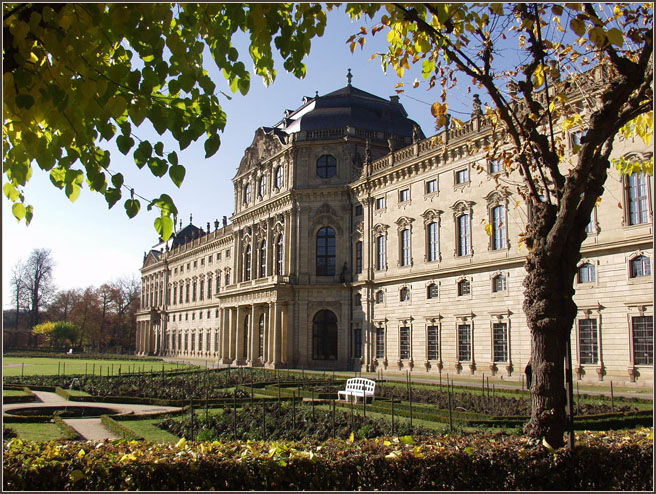
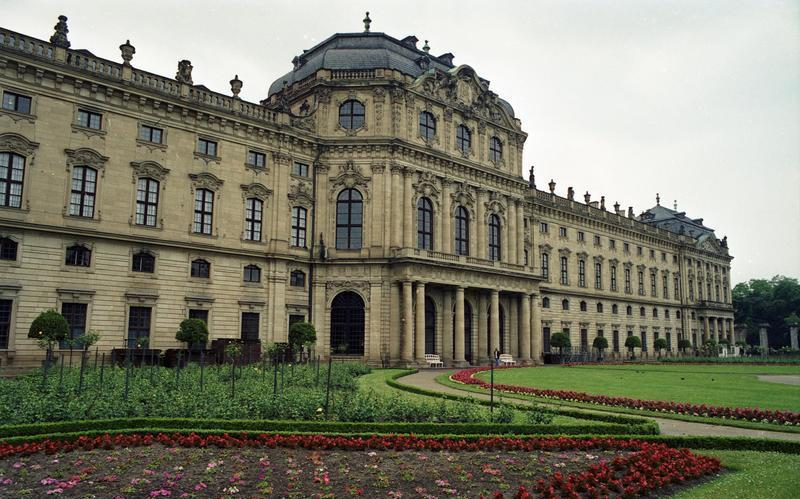
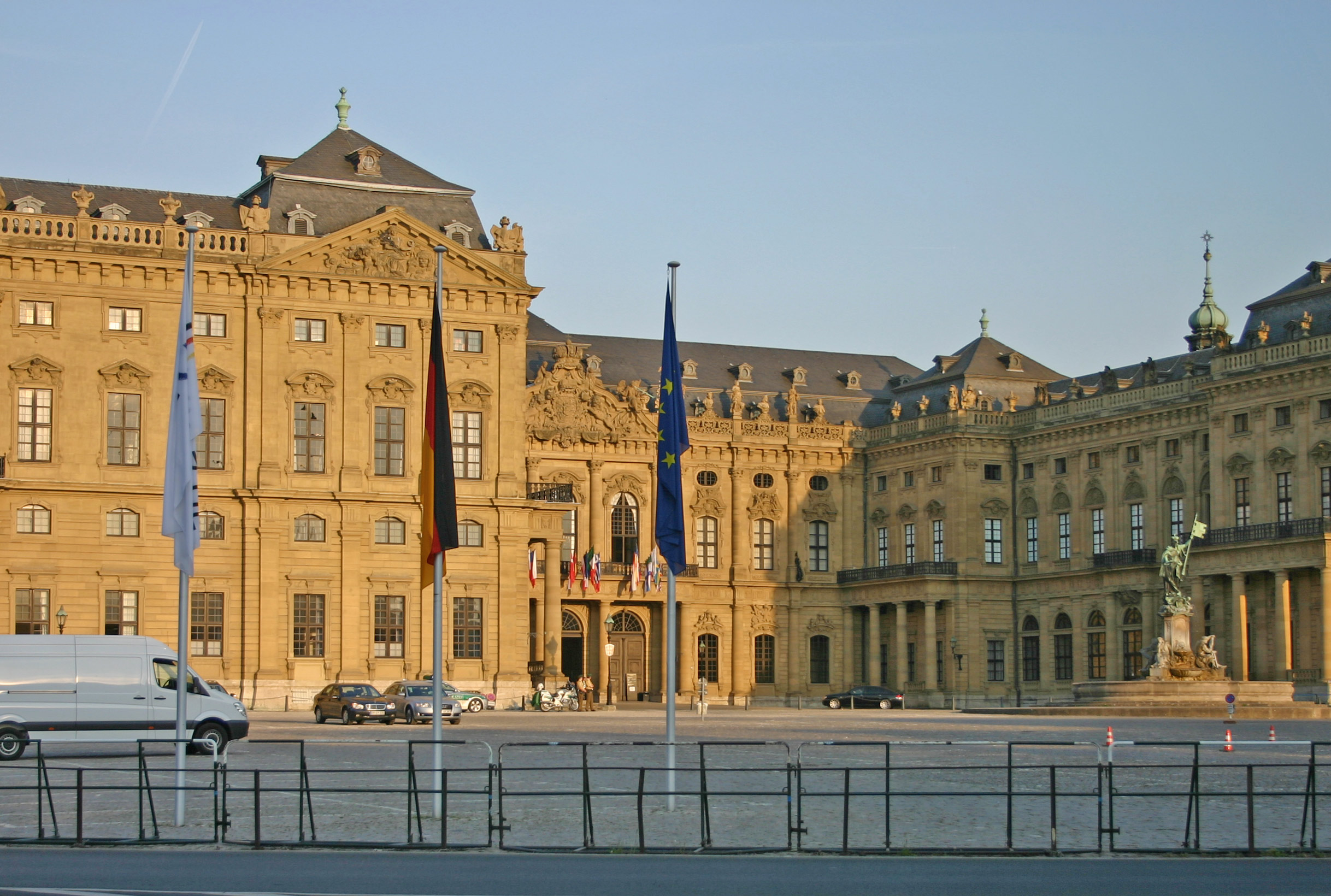
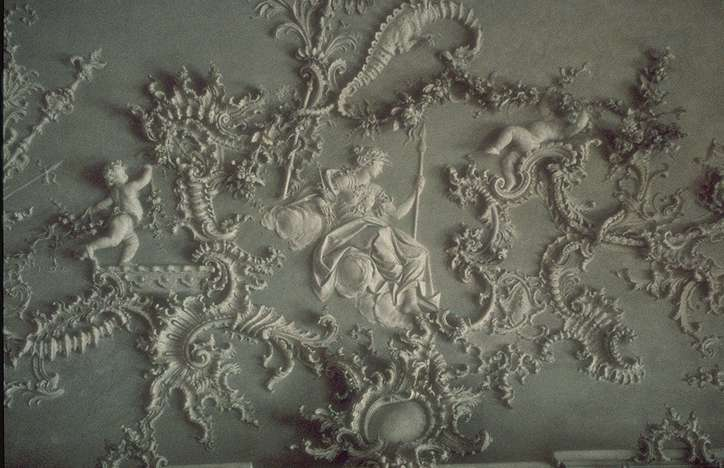
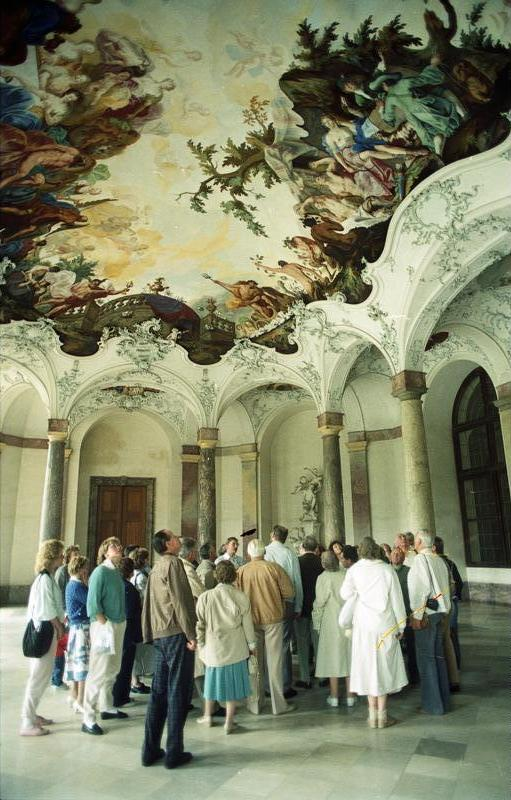
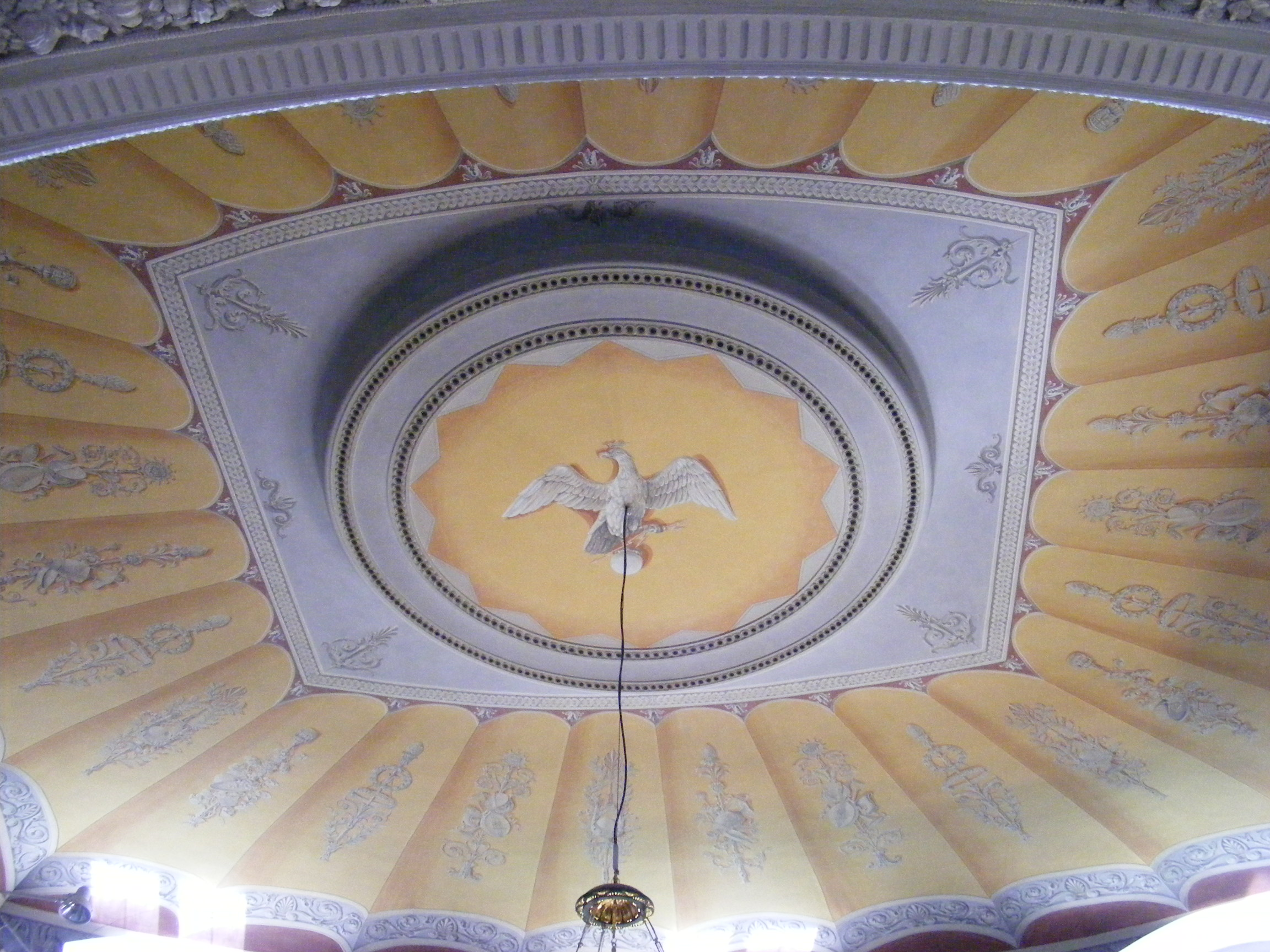
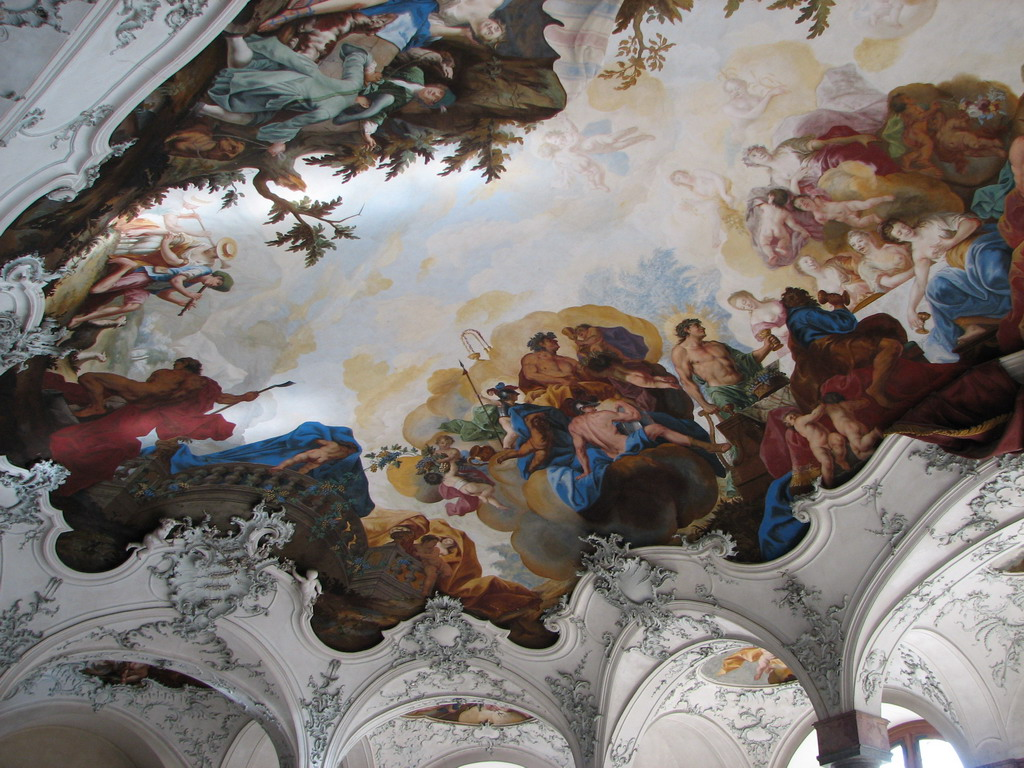
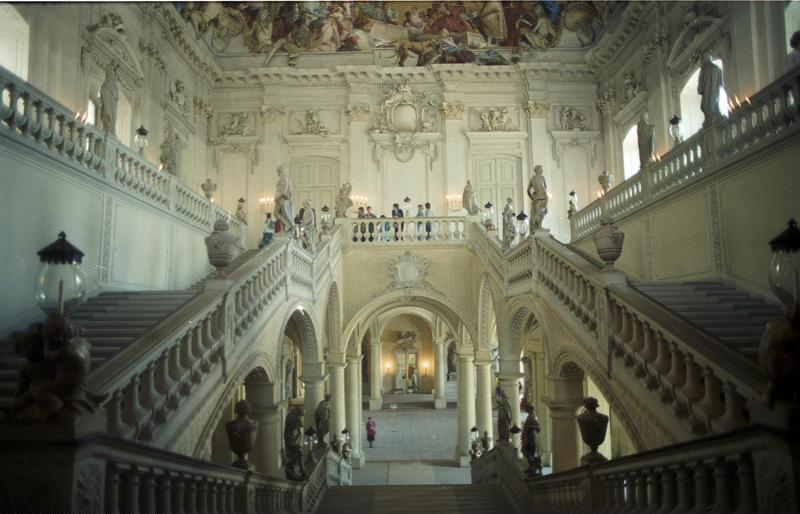
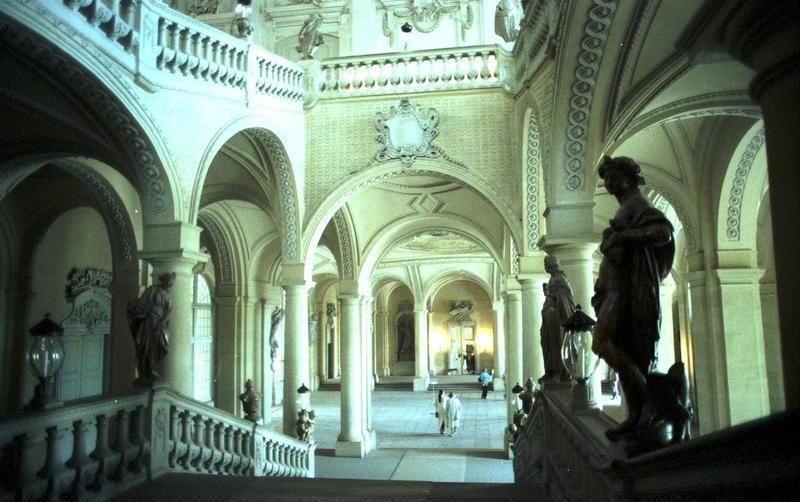
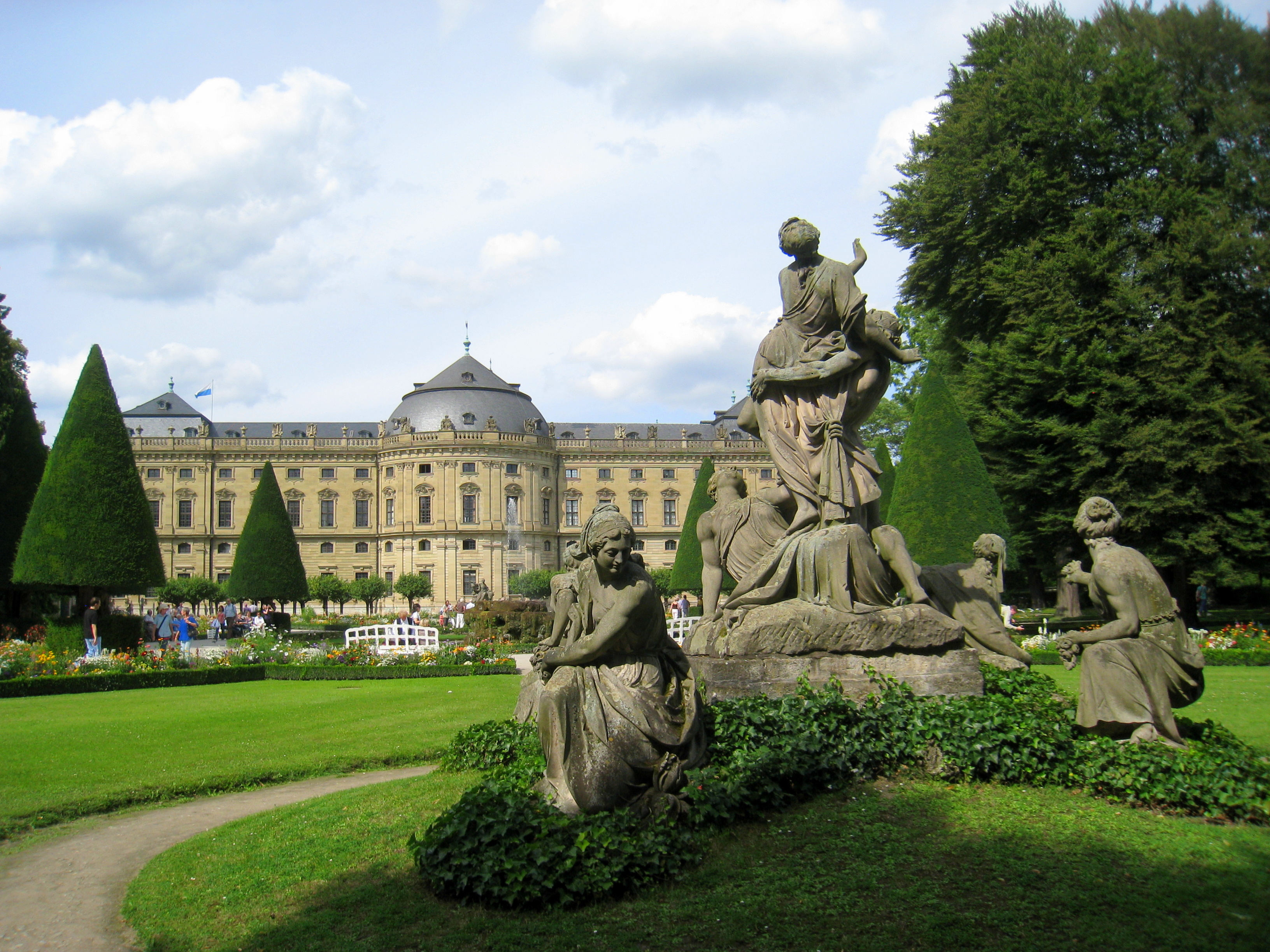
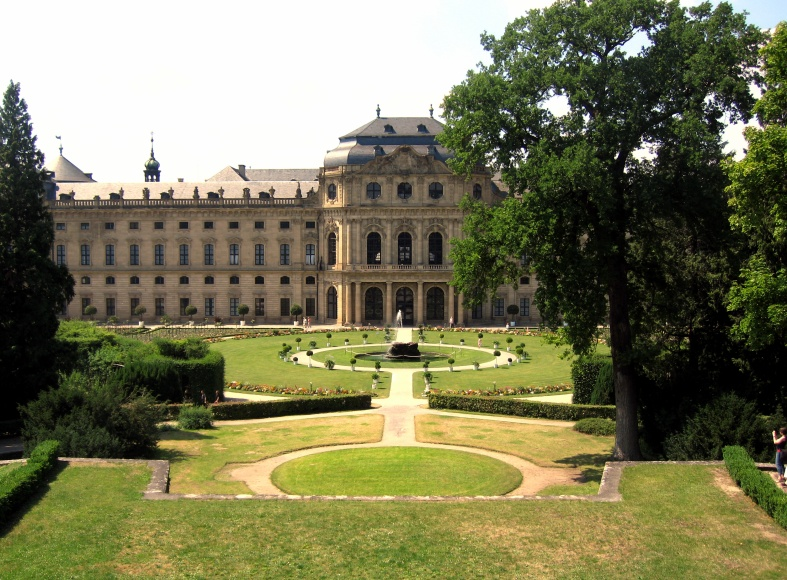
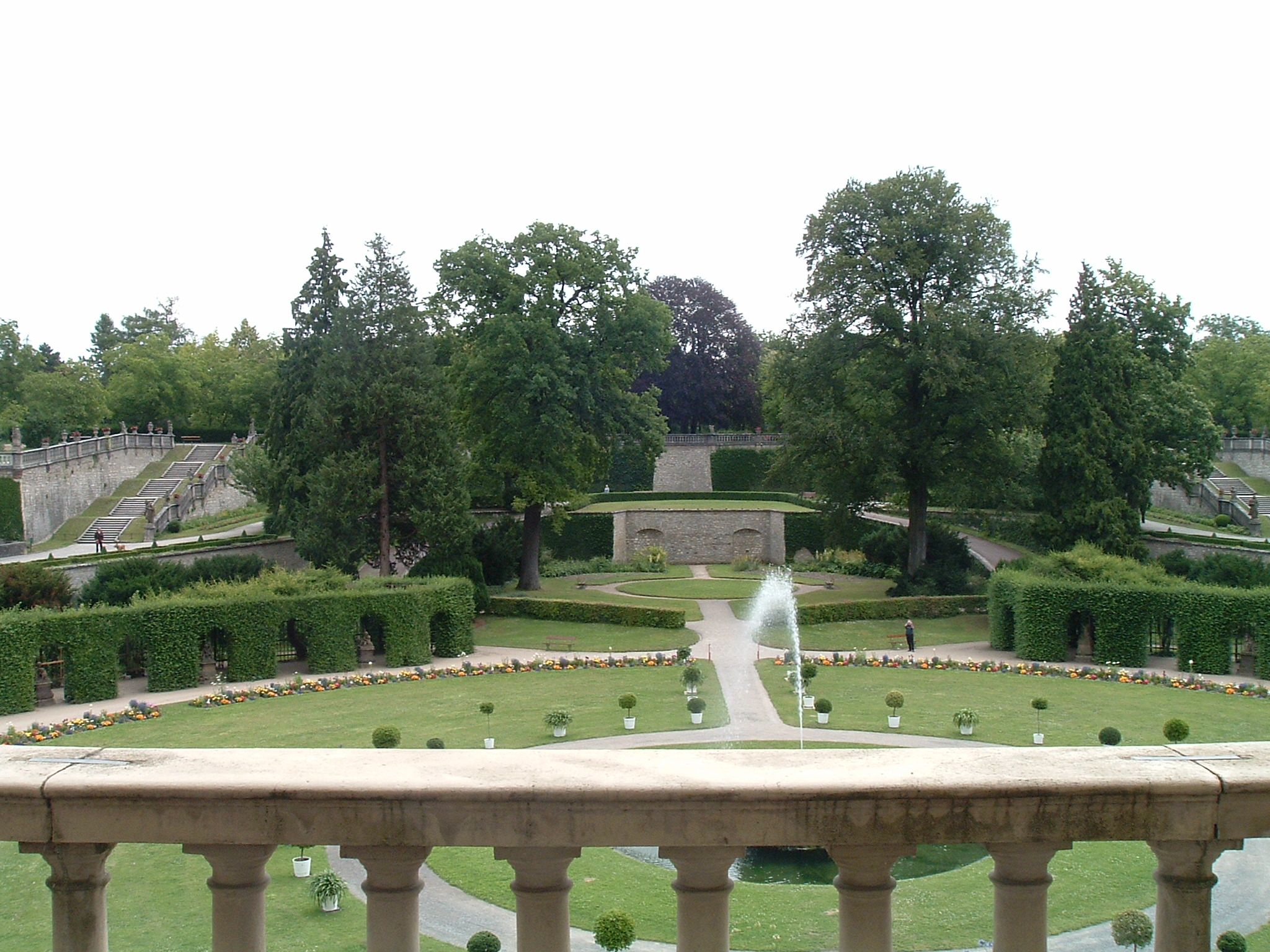
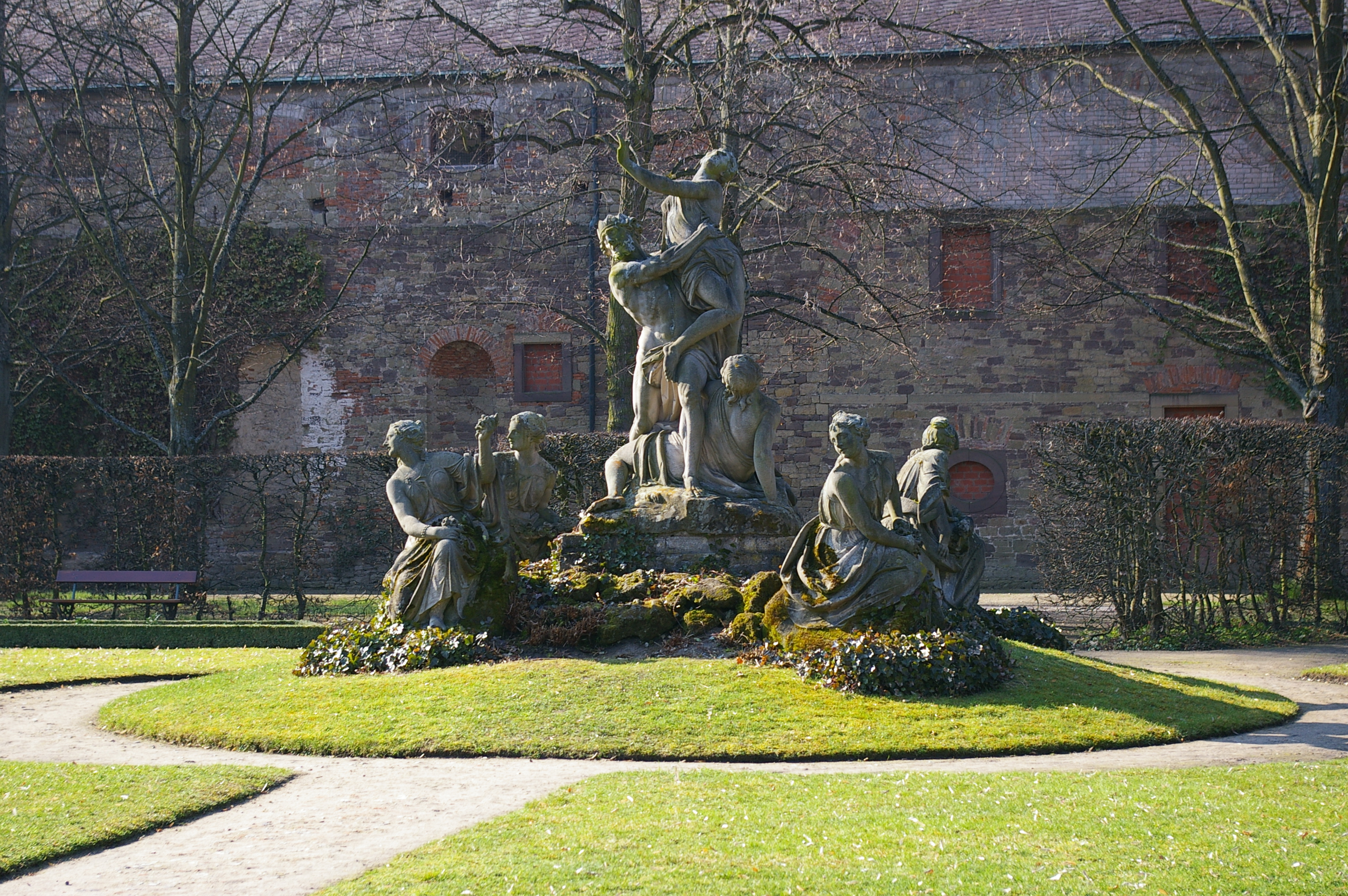
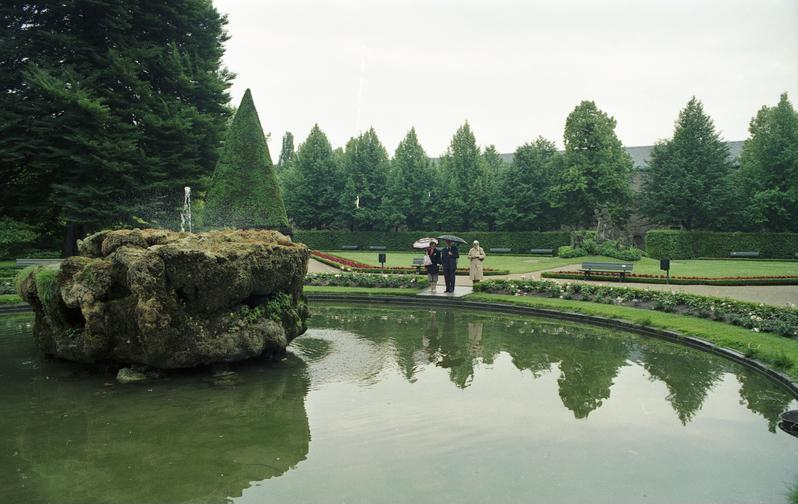